# АФК азијски куп
АФК азијски куп (енгл. AFC Asian Cup) је међународно фудбалско такмичење које организује АФК. Победник овог такмичења постаје првак Азије у фудбалу и има право да представља Азију на наредном Купу конфедерација.
Такмичење се одржава од 1956. године. Све до 2004. године, такмичење се одржавало на сваке четири године. Године 2004. одлучено је да се следећи азијски куп одржи 2007. године, а након тога да се одржава сваке четири године које нису олимпијске.
На азијском купу директно учествују три најбоље репрезентације, 10 репрезентација које су у квалификационим групама заузеле прва два места и победници задња два АФК Чаленџер купа.

## Резултати

### Успешност репрезентација
| Репрезентација    | Победник                      | Другопласирани             | Треће место                | Четврто место  | Полуфинале     |
| ----------------- | ----------------------------- | -------------------------- | -------------------------- | -------------- | -------------- |
| Јапан             | 4 (1992^^^, 2000, 2004, 2011) | 1 (2019)                   | -                          | 1 (2007)       | -              |
| Саудијска Арабија | 3 (1984, 1988, 1996)          | 3 (1992, 2000, 2007)       | -                          | -              | -              |
| Иран              | 3 (1968^^^, 1972, 1976^^^)    | -                          | 4 (1980, 1988, 1996, 2004) | 1 (1984)       | 2 (2019, 2023) |
| Јужна Кореја      | 2 (1956, 1960^^^)             | 4 (1972, 1980, 1988, 2015) | 4 (1964, 2000, 2007, 2011) | -              | 1 (2023)       |
| Катар             | 2 (2019, 2023^^^)             | -                          | -                          | -              | -              |
| Израел ^^         | 1 (1964^^^)                   | 2 (1956, 1960)             | 1 (1968)                   | -              | -              |
| Кувајт            | 1 (1980^^^)                   | 1 (1976)                   | 1 (1984)                   | 1 (1996)       | -              |
| Аустралија        | 1 (2015^^^)                   | 1 (2011)                   | -                          | -              | -              |
| Ирак              | 1 (2007)                      | -                          | -                          | 2 (1976, 2015) | -              |
| Кина              | -                             | 2 (1984, 2004^^^)          | 2 (1976, 1992)             | 2 (1988, 2000) | -              |
| УАЕ               | -                             | 1 (1996^^^)                | 1 (2015)                   | 1 (1992)       | 1 (2019^^^)    |
| Индија            | -                             | 1 (1964)                   | -                          | -              | -              |
| Myanmar^          | -                             | 1 (1968)                   | -                          | -              | -              |
| Јордан            | -                             | 1 (2023)                   | -                          | -              | -              |
| Кинески Тајпеј    | -                             | -                          | 1 (1960)                   | 1 (1968)       | -              |
| Хонгконг          | -                             | -                          | 1 (1956^^^)                | 1 (1964)       | -              |
| Тајланд           | -                             | -                          | 1 (1972^^^)                | -              | -              |
| Вијетнам          | -                             | -                          | -                          | 2 (1956,1960)  | -              |
| Бахреин           | -                             | -                          | -                          | 1 (2004)       | -              |
| Камбоџа           | -                             | -                          | -                          | 1 (1972)       | -              |
| Северна Кореја    | -                             | -                          | -                          | 1 (1980)       | -              |
| Узбекистан        | -                             | -                          | -                          | 1 (2011)       | -              |

^ под именом Бурма
^^ од 1970. године  Израел је прешао из АФК у УЕФА
^^^ домаћи терен

### Победници АФК азијског купа
| Година       | Домаћин                                    | Финале              | Финале           | Финале              | Утакмица за треће место | Утакмица за треће место | Утакмица за треће место |
| Година       | Домаћин                                    | Победник            | Резултат         | Другопласирани      | Треће место             | Резултат                | Четврто место           |
| ------------ | ------------------------------------------ | ------------------- | ---------------- | ------------------- | ----------------------- | ----------------------- | ----------------------- |
| 1956. Детаљи | Хонгконг                                   | Јужна Кореја        | [ note 1 ]       | Израел              | Хонгконг                | [ note 1 ]              | · Јужни Вијетнам        |
| 1960. Детаљи | Јужна Кореја                               | Јужна Кореја        | [ note 1 ]       | · Израел            | · Република Кина        | [ note 1 ]              | · Јужни Вијетнам        |
| 1964. Детаљи | Израел                                     | Израел              | [ note 1 ]       | · Индија            | Јужна Кореја            | [ note 1 ]              | Хонгконг                |
| 1968. Детаљи | Иран                                       | Иран                | [ note 1 ]       | Бурма               | Израел                  | [ note 1 ]              | Кинески Тајпеј          |
| 1972. Детаљи | Тајланд                                    | Иран                | 2:1 пр.          | Јужна Кореја        | Тајланд                 | 2:2 пр (5:3) пен        | Камбоџа                 |
| 1976. Детаљи | Иран                                       | Иран                | 1:0              | Кувајт              | Кина                    | 1:0                     | Ирак                    |
| 1980. Детаљи | Кувајт                                     | Кувајт              | 3:0              | Јужна Кореја        | Иран                    | 3:0                     | Северна Кореја          |
| 1984. Детаљи | Сингапур                                   | Саудијска Арабија   | 2:0              | Кина                | · Кувајт                | 1:1 пр (5:3) пен        | · Иран                  |
| 1988. Детаљи | Катар                                      | · Саудијска Арабија | 0:0 пр (4:3) пен | Јужна Кореја        | Иран                    | 0:0 пр (3:0) пен        | Кина                    |
| 1992. Детаљи | Јапан                                      | Јапан               | 1:0              | · Саудијска Арабија | Кина                    | 1:1 (4:3) пен           | · УАЕ                   |
| 1996. Детаљи | УАЕ                                        | Саудијска Арабија   | 0:0 пр (4:2) пен | УАЕ                 | Иран                    | 1:1 (3:2) пен           | Кувајт                  |
| 2000. Детаљи | Либан                                      | Јапан               | 1:0              | Саудијска Арабија   | Јужна Кореја            | 1:0                     | Кина                    |
| 2004. Детаљи | Кина                                       | Јапан               | 3:1              | Кина                | Иран                    | 4:2                     | Бахреин                 |
| 2007. Детаљи | Индонезија · Малезија · Тајланд · Вијетнам | Ирак                | 1:0              | Саудијска Арабија   | Јужна Кореја            | 0:0 пр (6–5) пен        | Јапан                   |
| 2011. Детаљи | Катар                                      | Јапан               | 1:0              | Аустралија          | Јужна Кореја            | 3:2                     | Узбекистан              |
| 2015. Детаљи | Аустралија                                 | Аустралија          | 2:1 пр           | Јужна Кореја        | УАЕ                     | 3:2                     | Ирак                    |
| Година       | Домаћин                                    | Финале              | Финале           | Финале              | Поражени у полуфиналу   | Поражени у полуфиналу   | Поражени у полуфиналу   |
| Година       | Домаћин                                    | Победник            | Резултат         | Другопласирани      | Поражени у полуфиналу   | Поражени у полуфиналу   | Поражени у полуфиналу   |
| 2019. Детаљи | УАЕ                                        | Катар               | 3:1              | Јапан               | 0 Ирани УАЕ             | 0 Ирани УАЕ             | 0 Ирани УАЕ             |
| 2023. Детаљи | Катар                                      | Катар               | 3:1              | Јордан              | 0 Ирани Јужна Кореја    | 0 Ирани Јужна Кореја    | 0 Ирани Јужна Кореја    |